# High Heels
High Heels (hangul: 하이힐; rr: Hai hil, Homem em Saltos Altos (título em Portugal) ou Entre a Lei e o Salto Alto (título no Brasil)) é um filme sul-coreano dos géneros aventura, ação e drama policial, realizado e escrito por Jang Jin, e protagonizado por Cha Seung-won. Estreou-se na Coreia do Sul a 4 de junho de 2014.
Na bilheteira sul-coreana, o filme ficou na sexta posição, tendo vendido 338 663 bilhetes.

## Elenco
- Cha Seung-won como Yoon Ji-wook
- Oh Jung-se como Heo Gon
- Esom como Jang-mi
- Song Young-chang como Heo Bul
- Kim Eung-soo como líder do esquadrão Park
- Ahn Gil-kang como mestre Park
- Go Kyung-pyo como Kim Jin-woo
- Lee Yong-nyeo como Bada
- Lee El como Do Do
- Kim Min-kyo como rapaz 1
- Min Jun-ho como contabilista
- Kim Ye-won como Jung Yoo-ri
- Lee Eon-jeong como Joo-yeon
- Oh Ji-ho como Lee Seok
- Park Sung-woong como procurador Hong
- Yoon Son-ha como Jung Yoo-jung
- Lee Moon-soo como taxista
- Kim Byung-ok como doutor Jin
- Lee Hae-young como membro do serviço de imigração
- Kim Won-hae como rapaz do elevador

## Reconhecimentos
| Ano  | Prémios                                             | Categorias        | Destinatários e nomeados | Resultado | Referências |
| ---- | --------------------------------------------------- | ----------------- | ------------------------ | --------- | ----------- |
| 2016 | Festival Internacional de Cinema Policial de Beaune | Grande Prémio     | High Heels               | Venceu    | [ 6 ]       |
| 2016 | Festival Internacional de Cinema Policial de Beaune | Prémio da Crítica | High Heels               | Venceu    | [ 6 ]       |